# Vestre Gausdals kommun
Vestre Gausdals kommun (norska: Vestre Gausdal kommune) var en kommun i Oppland fylke i Norge. Kommunen omfattade den västra delen av nuvarande Gausdals kommun. Tätorten Forset utgjorde kommunens centralort.

## Administrativ historik
Vestre Gausdals kommun upprättades 1879 när Gausdals kommun delades i två och de båda kommunerna Vestre Gausdal respektive Østre Gausdal bildades. Kommunen hade 2 362 invånare vid upprättandet.
Den 27 juli 1956 överfördes ett mindre bebott område (med sju invånare) från Vestre Gausdals kommun till Sør-Frons kommun.
Den 1 januari 1962 gick Vestre Gausdals kommun, tillsammans med Østre Gausdals kommun, upp i den då återbildade Gausdals kommun. Kommunens hade då 2 590 invånare.